# فورت جاينز
فورت جاينز (بالإنجليزية: Fort Gaines, Georgia)‏ هي مدينة تقع في مقاطعة كلاي، جورجيا بولاية جورجيا في الولايات المتحدة. تبلغ مساحة هذه المدينة 20 (كم²)، وترتفع عن سطح البحر 69 م، بلغ عدد سكانها 1110 نسمة في عام 2010 حسب إحصاء مكتب تعداد الولايات المتحدة.

## وصلات خارجية
- fortgaines.com
- Cities & Counties - Georgia.gov